# Waldemar Weissermel
Waldemar Weissermel (* 7. Juli 1870 in  Groß-Kruschin, Westpreußen; † 28. Dezember 1943 in Eberswalde) war ein deutscher Geologe und Korallen-Paläontologe.

## Familie
Waldemar Weissermel war der jüngste von sechs Söhnen des westpreußischen Gutsbesitzers Otto Weissermel und dessen Frau Ottilie geb. Dopatka. Mit seiner Frau Elsa geb. Scotland, die er 1901 als Tochter eines Gymnasialdirektors im westpreußischen  Strasburg heiratete, hatte er einen Sohn und eine Tochter.

## Leben
Waldemar Weissermel begann nach dem Abitur zunächst ein Studium der Zoologie an der Ruprecht-Karls-Universität Heidelberg, wechselte aber nach dem ersten Semester an die Philipps-Universität Marburg, wo er unter Emanuel Kayser das Studium der Geologie aufnahm. 1890 wurde er Mitglied des Corps Teutonia Marburg. Als Inaktiver ging er an die  Friedrich-Wilhelms-Universität Berlin und die Albertus-Universität Königsberg. Mit einer Doktorarbeit bei Ernst Koken wurde er im März 1894 summa cum laude zum Dr. phil.  promoviert. Nach Assistentenjahren an den geologischen Instituten der Albertina, der Ludwig-Maximilians-Universität München und der Eberhard-Karls-Universität Tübingen trat er 1898 als Hilfsgeologe in die Preußische Geologische Landesanstalt in Berlin. Unter Anleitung von  Felix Wahnschaffe begann er mit der geologischen Aufnahme von fünf  Messtischblättern im Flachland des  Kreises Westprignitz. Dann bearbeitete er fünf Blätter in der Umgebung von Halle (Saale), fünf Blätter im Bereich von Quedlinburg und Aschersleben und schließlich in Ostwestfalen das Blatt Brakel. 1904 wurde Waldemar Weissermel zum Kgl. Bezirksgeologen ernannt. Seit 1905  habilitierter Privatdozent,  wurde er 1911 zum Landesgeologen ernannt.
Im  Ersten Weltkrieg diente er als Reserveoffizier in der  Preußischen Armee. Zuletzt  Hauptmann, war er in Küstrin und  Neudamm in der  Neumark.
Die  TH Berlin ernannte ihn 1922 zum Abteilungsdirektor und  a. o. Professor. Ab 1927 unterstanden ihm die Sammlungen in der Preußischen Geologischen Landesanstalt.
Die politischen Entwicklungen zu Beginn des  Dritten Reiches und die Personalpolitik in der Preußischen Geologischen Landesanstalt veranlassten Weissermel, 1934 auf eigenen Wunsch aus dem Dienst auszuscheiden. Ohne die administrativen und akademischen Verpflichtungen konnte er sich in seinem letzten  Lebensjahrzehnt umso ertragreicher seinem Lieblingsgebiet widmen. In rascher Folge erschienen Abhandlungen über die Korallen aus dem Karbon von Thüringen (1935) und  Nordspanien (1935), aus dem  Altpaläozoikum von Chios (1938) und aus Bithynien (1939). Neben den Korallen beschäftigte sich Weissermel zeitweise auch mit Cephalopoden, hier vor allem mit den Quenstedtoceraten aus ostpreußischen Geschieben.
Eine ernste Erkrankung während eines Erholungsaufenthaltes in Westpreußen zwang ihn zur Rückkehr nach Berlin. Auf der Reise dorthin erlitt Weissermel einen Schlaganfall. Als seine Wohnung bei den alliierten Luftangriffen mit der wertvollen Bibliothek zerstört worden war, wurde er nach Eberswalde  evakuiert, wo er am 28. Dezember 1943 starb. Beigesetzt wurde er in der westpreußischen Heimat.

## Nach Waldemar Weissermel benannte Gattungen
- Weissermeliceras BUCKMAN 1920
- Weissermelia LANG, SMITH & THOMAS 1940

## Mitgliedschaften
- 1898–1939 Preußische Geologische Landesanstalt
- Deutsche Geologische Gesellschaft
- Paläontologische Gesellschaft
- Geologische Vereinigung
- Oberrheinischer Geologischer Verein
- Gesellschaft Naturforschender Freunde Berlins
- Gesellschaft für Erdkunde
- Physikalisch-ökonomische Gesellschaft
- Geologisch-Botanischer Verein

## Kartographische Veröffentlichungen
Geologische Karten 1:25 000
- 1901: Rambow
- 1901: Schnackenburg
- 1905: Balow, mit Grabow
- 1905: Karstedt
- 1908: Dieskau (Döllnitz), mit L. Siegert
- 1908: Halle a. d. S. (Süd), 1. Auflage, mit L. Siegert u. K. v. Fritsch
- 1909: Landsberg b. Halle, mit E. Picard, W. Quitzow, B. Kühn u. B. Dammer
- 1909: Merseburg-West
- 1909: Weißenfels
- 1914: Geologisch agronomische Karte der Umgebung von Quedlinburg, mit H. Schroeder
- 1926: Cochstedt / Kochstedt, mit K. Keilhack
- 1926: Aschersleben, mit O. H. Erdmannsdörffer u. E. Fulda
- 1926: Ballenstedt, mit O. H. Erdmannsdörffer, W. Schriel u. F. Dahlgrün
- 1929: Brakel
- 1926: Wegeleben
- 1927: Halle a. d. S. (Süd), 2. Auflage, mit E. Fulda
- 1927: Quedlinburg, mit H. Schroeder, O. H. Erdmannsdörffer, L. Siegert, G. Fliegel u. F. Dahlgrün

## Schriften
- Die Korallen der Silurgeschiebe Ostpreußens und des östlichen Westpreußens. Dissertation, Königsberg 1894
- Die Korallen der Silurgeschiebe Ostpreußens und des östlichen Westpreußens. In: Zeitschrift der Deutschen geologischen Gesellschaft, 46, Berlin 1894, 580–674, 7 Taf.
- Beitrag zur Kenntnis der Gattung Quenstedticeras. In: Zeitschrift der Deutschen geologischen Gesellschaft, 47, Berlin 1895, 307–330, 3 Taf.
- Zur Biologie und Organisation der Cephalopoden. In: Zeitschrift der Deutschen geologischen Gesellschaft, 54, Berlin 1906, S. 99–100
- Die Korallen des deutschen Muschelkalkes. I. Unterer Muschelkalk. In: Jahrbuch der Preußischen Geologischen Landesanstalt, 46, Berlin 1925, 1–33, 2 Taf.
- Die Korallen des deutschen Muschelkalkes II, Oberer Muschelkalk. In: Jahrbuch der Preußischen Geologischen Landesanstalt, 49, Berlin 1928, 224–238, 2 Taf.